# إيتيوني (إتحاد قبلي قديم)
كانت إيتيوني (أو إيتيوكي، إيتيو) اسمًا لاتحاد قبلي في العصر الحديدي المبكر في الأجزاء الشمالية من نهر آراس، وهو ما يتوافق تقريبًا مع مقاطعة إيرارات اللاحقة لمملكة أرمينيا. :50وقد تم ذكر إيتيوني بشكل متكرر في سجلات ملوك أورارتو، الذين قادوا حملات عديدة إلى أراضي إيتيوني. ومن المرجح جدًا أن يكون "إيتونا" أو "إتينا" هو الذي ساهم في سقوط أورارتو، وفقًا للنصوص الآشورية. :51 يعتقد بعض العلماء أن عدد من سكانها كان يتحدثون الأرمنية. :49–53

## أنظر أيضا
- أصل الأرمن